# 博爾蓋塞廣場

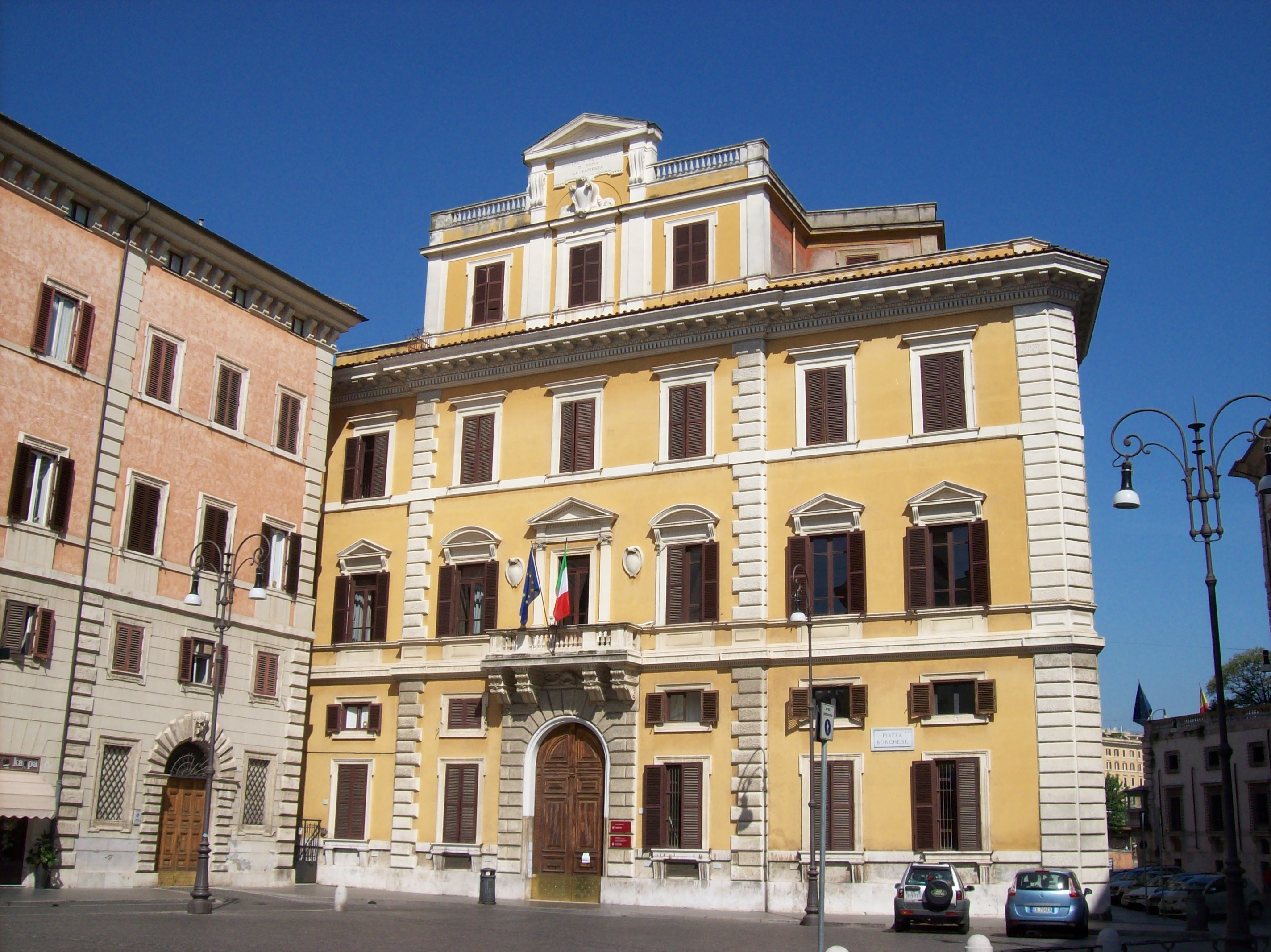
博爾蓋塞广场。前方为建筑学院，左侧为博爾蓋塞宫

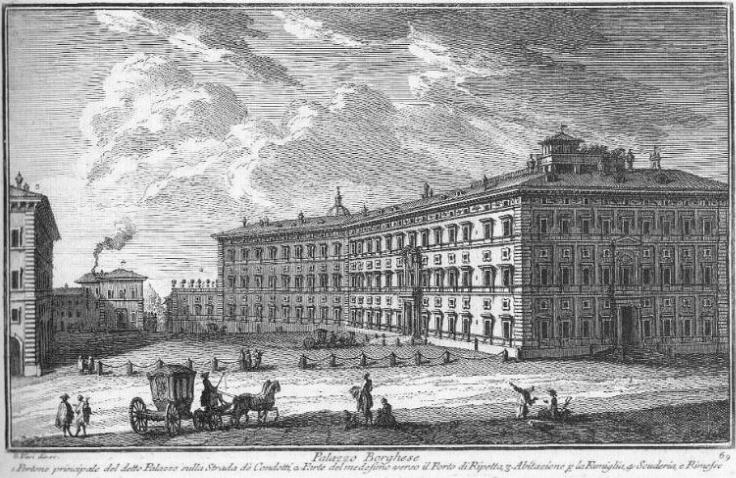
18世纪的广场图片

博爾蓋塞广场（Piazza Borghese）是意大利罗马古城的一个广场，位于战神广场区。
该广场介于里佩塔街（Via di Ripetta）和丰塔内拉·博爾蓋塞街（Via Fontanella Borghese）之间，这片区域数百年间由博爾蓋塞家族拥有。其东北侧为博爾蓋塞宫，西北侧为建筑学院，西南侧为所谓的“家族宫”（Palazzo della Famiglia）。
16世纪，博爾蓋塞家族居住在这个区域。出身该家族的教宗保禄五世（1605年至1621年）和枢机希皮奥内·博爾蓋塞扩建到里佩塔街与克罗地亚的圣热罗尼莫堂之间的区域。直到19世纪，该广场都是属于毗邻的家族宫的私人空间。
该广场原来毗邻里佩塔街，但在1923年和1928年之间，那一侧被封闭，建造的房屋现在是罗马大学建筑学院。
和平祭坛博物馆也在广场附近。